# Helena Merlin
Helene Merlin Scher, parfois appelée Helena Francisca Merlin Scher, née à Caracas le 28 août 1955, est une ancienne mannequin de concours de beauté vénézuélienne d'origine française[Selon qui ?] connue pour avoir participé à Miss Venezuela 1975 (es) représentant l'État de Barinas et pour avoir été hôtesse de l'air et la maîtresse du président Carlos Andrés Pérez,.

## Biographie
Fille d'immigrés français (es), elle pratique très jeune le tennis. C'est plus tard qu'elle participe à Miss Venezuela 1975 où elle finit 3e finaliste. Cette même année, elle participe aussi à Miss Young International au Japon où elle termine demi-finaliste.
Elle devient hôtesse de l'air pour Viasa où elle devient l'hôtesse et maîtresse de Carlos Andrés Pérez au cours de son premier gouvernement (es).
Des années après avoir épaulé le président lors de voyages officiels, Merlin se retrouve liée à une bande criminelle, Los Mercedistas, spécialisée dans le vol de voitures Mercedes-Benz. Merlin était chargée d'attirer les victimes et conduisait les véhicules jusqu'à Cúcuta en Colombie afin de les vendre. Elle est emprisonnée pendant plus de deux mois pour que les autorités poursuivent cette enquête qui a fait couler beaucoup d'encre car il s'agissait d'une personnalité très connue dans les hautes sphères de Caracas.
Une fois libérée, elle se fait envenimer par une raie de rivière. Le venin la cloue 11 mois à l'hôpital où elle subira quatorze opérations.
La mort de ses parents la plonge dans une dépression, l'addiction aux drogues et l'alcoolisme. Elle vit dans l'indigence dans les rues de l'île de Margarita pendant plusieurs années jusqu'à ce qu'elle soit envoyée à un programme de désintoxication à Cuba sous ordre de Hugo Chávez. À sa sortie, elle est en charge de la fondation Narices Frías, en français : « truffes froides », qui offre un refuge aux chiens errants des rues de l'île de Margarita,.

### Famille
Merlin donne naissance a trois filles : Natasha Katherine Merlin née le 18 octobre 1979, Lyliane Sasha Merlin née le 2 janvier 1984 et Stefany Sasha Katherine Merlin née le 26 octobre 1990 et qui représente l’État de Barinas lors de Miss Venezuela 2014 (es).